# Corvin Radovici
Corvin Radovici (* 19. Dezember 1931 in Călățele; † 17. August 2017) war ein rumänischer Schachspieler.
Er spielte bei drei Schacholympiaden: 1960, 1962 und 1964. Außerdem nahm er 1965 an der Europäischen Mannschaftsmeisterschaft teil.
Im Jahre 1968 wurde ihm der Titel Internationaler Meister (IM) verliehen. Seine höchste Elo-Zahl war 2410 im Januar 1978.
| Die zur Anzeige dieser Grafik verwendete Erweiterung wurde dauerhaft deaktiviert. Wir arbeiten aktuell daran, diese und weitere betroffene Grafiken auf ein neues Format umzustellen. (Mehr dazu) |